# Pleurospermum angelicoides
Pleurospermum angelicoides är en flockblommig växtart som först beskrevs av Dc., och fick sitt nu gällande namn av George Bentham och Charles Baron Clarke. Pleurospermum angelicoides ingår i släktet piplokor, och familjen flockblommiga växter. Inga underarter finns listade i Catalogue of Life.